# يونس بن عبد الأعلى
شَيْخُ الْإِسْلَامِ أَبُو مُوسَى يُونُسُ بْنُ عَبْدِ الْأَعْلَى بْنِ مَيْسَرَةَ بْنِ حَفْصِ بْنِ حَيَّانَ الصَّدَفِيُّ الْمِصْرِيُّ الشَّافِعِيُّ ويُعرف اختصارًا بـ يونس بن عبد الأعلى (ذو الحجة 170 – 2 ربيع الآخر 264هـ / 787 – 877م) كان من كبار العلماء في مصر، وكان كبير المحدثين والعلماء في زمانه بمصر، وأحد رواة الحديث النبوي.

## سيرته
ولد سنة في شهر ذي الحجة سنة 170 هـ. حدث عن: سفيان بن عيينة، وعبد الله بن وهب، والوليد بن مسلم، ومعن بن عيسى، وأبو أبي فديك، وأبي ضمرة الليثي، وبشر بن بكر التنيسي، وأيوب بن سويد، وأبو عبد الله محمد بن إدريس الشافعي، وعبد الله بن نافع الصائغ، وسلامة بن روح، ومحمد بن عبيد الطنافسي، ويحيى بن حسان، وأشهب الفقيه. وينزل إلى نعيم بن حماد، ويحيى بن بكير. قرأ القرآن على ورش صاحب نافع.
حدث عنه: مسلم بن الحجاج، والنسائي، ومحمد بن ماجه، وأبو حاتم، وأبو زرعة، وبقي بن مخلد وابن خزيمة ومحمد بن جرير الطبري، وأبو بكر بن زياد النيسابوري، وأبو عوانة الإسفراييني، و ابن ابي حاتم، وعمر بن بجير، وأبو جعفر بن سلامة الطحاوي، وأبو الطاهر أحمد بن محمد الخامي، وأبو بكر محمد بن سفيان بن سعيد المصري المؤذن، وأبو الفوارس أحمد بن محمد السندي، وخلق كثير. قرأ عليه: مواس بن سهل المصري، وأحمد بن محمد الواسطي، وعبد الله بن الهيثم دلبة، وعبد الله بن الربيع الملطي شيخ للمطوعي، وسمع منه الحروف: محمد بن عبد الرحيم الأصبهاني، وأسامة بن أحمد، ، ومحمد بن الربيع الجيزي، وغيرهم.
وقال النسائي: «ثقة». وقال ابن أبي حاتم: «سمعت أبي يوثقه، ويرفع من شأنه». وقال أيضًا: «سمعت أبا الطاهر بن السرح يحث على يونس  ويعظم شأنه». وقال علي بن الحسن بن قديد: «كان يحفظ الحديث». وقال الطحاوي: كان ذا عقل، لقد حدثني علي بن عمرو بن خالد سمعت أبي يقول قال الشافعي: «يا أبا الحسن انظر إلى هذا الباب الأول من أبواب المسجد الجامع، قال: فنظرت إليه، فقال ما يدخل من هذا الباب أحد أعقل من يونس بن عبد الأعلى».

## وفاته
توفي غداة يوم الاثنين ثاني ربيع الآخر سنة 264 هـ .